# 소디노랑박쥐
소디노랑박쥐(Scotophilus collinus)는 애기박쥐과에 속하는 박쥐의 일종이다. 인도네시아와 말레이시아, 동티모르의 토착종이다. 1936년에 기술되었다.

## 특징
보통 크기의 박쥐로 몸길이는 68~75mm이고 전완장은 48~54mm, 꼬리 길이는 45~46mm이다. 귀 길이는 13~14mm이다. 털은 짧고 부드럽다. 등 쪽은 갈색과 계피색을 띠고 배 쪽은 갈색과 노란색이다. 주둥이 짧고 넓다. 눈은 작고, 귀는 짧은 삼각형 모양이다.

## 생태
건물 안에 지낸다. 포식 활동은 주로 2~5마리씩 무리를 지어 움직인다. 비행은 직선 거리로 높이 난다. 앞이 트인 공간에서 곤충을 포획하여 먹는다.

## 분포 및 서식지
보르네오섬 북부와 발리섬, 롬복섬, 숨바섬, 플로레스섬, 사위섬, 로티섬, 세마우섬, 티모르섬, 렘바타섬에 널리 분포하고, 반다섬과 아루제도에서도 서식하는 것으로 추정된다. 일차림과 이차림에서 서식한다.